# سیارک ۴۹۳۴
سیارک ۴۹۳۴ (به انگلیسی: 4934 Rhoneranger، نامگذاری:1985JJ) چهار هزار و نهصد و سی و چهارمین سیارک کشف شده‌است که در ۱۵ مه ۱۹۸۵ کشف شد.
قدر مطلق سیارک برابر ۱۲٫۱۰ است.